# بیوا هوشی

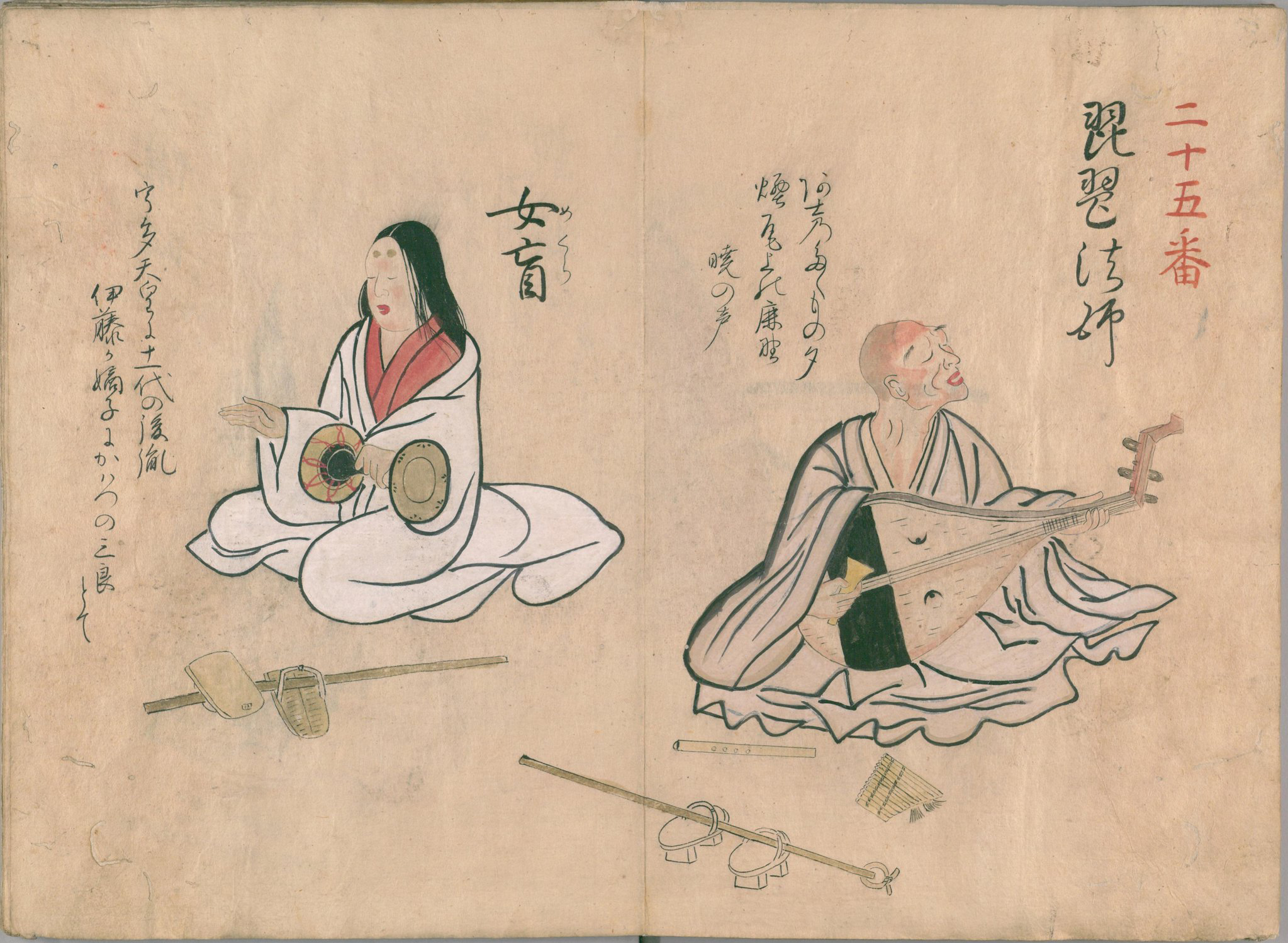
بیو هوشی در تصویری در سال ۱۵۰۱

بیوا هوشی (به ژاپنی: 琵琶法師 Biwa hōshi) همچنین به عنوان «راهب عود» شناخته می‌شد، در ژاپن قبل از  دوره میجی نوازندگان دوره‌گرد بودند.